# Prostitución en Namibia
La prostitución en Namibia es legal y una práctica común muy prevalente. Las actividades relacionadas, como la solicitud, reclutamiento y participación en el funcionamiento de un burdel son ilegales. Un estudio del Banco Mundial estimó que había aproximadamente 11,000 prostitutas en Namibia .
La trata de personas, prostitución infantil  y el VIH son problemas en el país. 

## Visión general
La prostitución se lleva a cabo en todo el país, particularmente en las zonas fronterizas, los corredores de transporte, la bahía de Walvis y la capital, Windhoek. La mayoría de las prostitutas son namibias, pero también hay un número significativo proveniente de Zambia, Botsuana y Angola. La mayoría de las mujeres trabajan de forma independiente y pocas tienen proxenetas. 
La mayoría de las prostitutas en Namibia se encuentran con sus clientes en la calle o en bares. Las barras a menudo tienen una habitación en el lugar para que las prostitutas las usen, y los burdeles generalmente tienen una barra, por lo que la línea entre una barra y un burdel a menudo está difusa. Se contacta a algunas trabajadoras sexuales de mayor categoría por teléfono celular o Internet y trabajan en clubes y hoteles de alta gama. 
Muchos clientes son reacios a usar condones y ofrecen pagar más por tener relaciones sexuales sin protección. Los condones pueden ser difíciles de obtener a veces, y la policía puede confiscarlos y usarlos como evidencia de prostitución. 
Las trabajadoras sexuales y las ONG denuncian abusos y violencia contra ellas por parte de clientes y policías. También se informa de extorsión y sexo forzado por parte de la policía. 
La prostitución infantil es un problema, particularmente en Walvis Bay y Windhoek.

## Historia

### Regulación alemana
En 1899, en Swakopmund se redactaron regulaciones sobre prostíbulos con prostitutas blancas. Esto permitió a las autoridades controlar la salud sexual de las prostitutas y fue diseñado para controlar la propagación de las ITS. Las autoridades coloniales creían que las prostitutas africanas no reguladas eran la principal fuente de ITS. Posteriormente, otras ciudades introdujeron regulaciones similares, como Okahandja, Karibib, Windhoek, Keetmanshoop, Luderitz, Tsumeb y Seeheim. Se alentó el uso de prostitutas blancas para tratar de prevenir las relaciones entre hombres blancos y mujeres africanas. Hay evidencia de que algunas de las prostitutas blancas habían sido traficadas al país.
Después de las Guerras Herero, los militares alemanes establecieron un burdel en Windhoek para sus tropas. Aunque algunas mujeres indígenas se ofrecieron como voluntarias para trabajar en el burdel, otras se vieron obligadas a trabajar allí.

### Regulación sudafricana
La prostitución no se hizo ilegal, pero la Proclamación de eliminación de indeseables (1920) se utilizó para expulsar a la mayoría de las prostitutas blancas y cuidadores de burdeles de regreso a Alemania. También se introdujo en 1920 la Proclamación de delitos policiales, que penalizaba el merodeo y la solicitud con fines de prostitución. Existía preocupación por la prostitución infantil, y en 1921 se introdujo la Proclamación de Protección de Niñas y Mujeres con Defectos Mentales que estableció la edad de consentimiento en 16 años.
Las autoridades culparon a la prostitución por la migración de mujeres africanas a las ciudades desde las zonas rurales. En 1938 se introdujo una nueva regulación que exigía que todas las "mujeres nativas" en Windhoek entre 18 y 60 años, a menos que estén legalmente casadas y vivan con sus esposos, se sometan a un examen médico cada 6 meses. Después de violentas protestas en marzo de 1939, la regulación fue retirada.

## Situación legal
La Ley de lucha contra las prácticas inmorales (Ley 21 de 1980) es la principal legislación que controla la prostitución en Namibia. Las disposiciones principales son la prohibición de la participación principalmente de terceros: 
- para solicitar en una calle o lugar público[1][6]
- exhibirse con un vestido o moda indecente a la vista del público
- cometer "cualquier acto inmoral" con otra persona en público (pero no en privado)
- para mantener un burdel
- "procurar" a cualquier mujer que tenga relaciones sexuales carnales ilegales con otra persona, que se convierta en prostituta o que "se convierta en reclusa de un burdel"
- atraer a una mujer a un burdel con fines de prostitución
- vivir conscientemente total o parcialmente de los ingresos de la prostitución
- para ayudar a lograr "la comisión por cualquier persona de cualquier acto inmoral con otra persona"
- detener a una mujer contra su voluntad en un burdel

Windhoek tiene una calle municipal y regulaciones de tráfico que prohíben merodear y solicitar.
Según la jurisprudencia, se ha establecido que una prostituta que trabaja sola en una casa no tiene un burdel, y que vivir de las ganancias de la prostitución no se aplica a la prostituta.
Los delitos de orden público también se utilizan contra las trabajadoras sexuales.

### Discusión de legalización
Varios grupos prominentes han pedido la legalización o despenalización de la prostitución. En 2008, el Centro de Asistencia Legal, una organización de derechos humanos sin fines de lucro con sede en Windhoek, pidió la despenalización de la prostitución como un medio para reducir la alta tasa de VIH-SIDA del país, así como un medio para mantener los derechos humanos de la prostituta. Rights not Rescue, una organización de trabajadores sexuales se encuentra entre los que piden la despenalización.
Muchos grupos en Namibia se oponen activamente a la legalización y, en cambio, se centran en proporcionar habilidades a las extrabajadoras sexuales. Algunos grupos abordan el tema desde una perspectiva religiosa, argumentando que la población de Namibia es abrumadoramente cristiana y, por lo tanto, no debe aceptar lo que consideran una profesión inmoral.
Las discusiones en el Parlamento suelen ser controvertidas. Un defensor abierto de la legalización es Kazenambo Kazenambo, hasta 2015 Ministro de Juventud.

## VIH
El VIH / SIDA en Namibia es un problema crítico de salud pública. La prevalencia del VIH en Namibia se encuentra entre las más altas del mundo. Desde 1996, ha sido la principal causa de muerte en el país. Las trabajadoras sexuales son un grupo de alto riesgo. Algunas fuentes sitúan la prevalencia del VIH entre las trabajadoras sexuales hasta el 70%. La renuencia a usar condones, la falta de educación sobre salud sexual y el acceso limitado a la atención médica se citan como factores contribuyentes. 

## Tráfico sexual
Namibia es un país de origen y destino para los niños, y en menor medida para las mujeres, sometidos a la trata sexual. Los niños de Namibia son objeto de tráfico sexual en Windhoek y Walvis Bay. Un informe de los medios de comunicación de 2015 alega que los turistas sexuales extranjeros del sur de África y Europa explotan a las víctimas del tráfico sexual infantil. En 2014, una ONG informó que personas en prostitución, algunas de las cuales pudieron haber sido víctimas de trata, fueron llevadas a bordo de embarcaciones extranjeras en la costa de Namibia. Los niños de países vecinos menos ricos pueden ser objeto de tráfico sexual.
La Oficina del Departamento de Estado de los Estados Unidos para Monitorear y Combatir la Trata de Personas clasifica a Namibia como un país de Nivel 2 .